# Partido Comunista de Gran Bretaña (Marxista-Leninista)
El Partido Comunista de Gran Bretaña (Marxista-Leninista) es un partido político de ideología marxista-leninista del Reino Unido, activo en Inglaterra, Escocia y Gales. Actualmente su presidente, el empresario Harpal Brar, está retirado. El CPGB-ML fue creado tras una ruptura del Partido Laborista Socialista (SLP) en 2004. El CPGB-ML publica el diario bimensual Proletarian, y la revista marxista india Lalkar es también una estrecha aliada del partido.

## Ideología
El CPGB-ML se adhiere al marxismo-leninismo, la teoría política que había sido adoptada por el Partido Comunista de la Unión Soviética. El CPGB-ML es defensor de dirigentes comunistas como Vladímir Lenin, Stalin y Mao Zedong.
El CPGB-ML fue uno de pocos partidos en el Reino Unido que no condenaron los disturbios de 2011 en Inglaterra, que caracterizó como una forma rudimentaria de resistencia anticapitalista que careció de la dirección y liderazgo adecuados. El CPGB-ML se opone a todos los controles sobre la inmigración como medidas para distraer a los trabajadores y culparse los unos a los otros por la crisis más que a la burguesía.
El CPGB-ML se opone a la socialdemocracia y a los que denominan partidos revisionistas. El presidente del CPGB-ML Harpal Brar publicó un libro llamado Socialdemocracia: el enemigo interior.

## Actividad del Partido

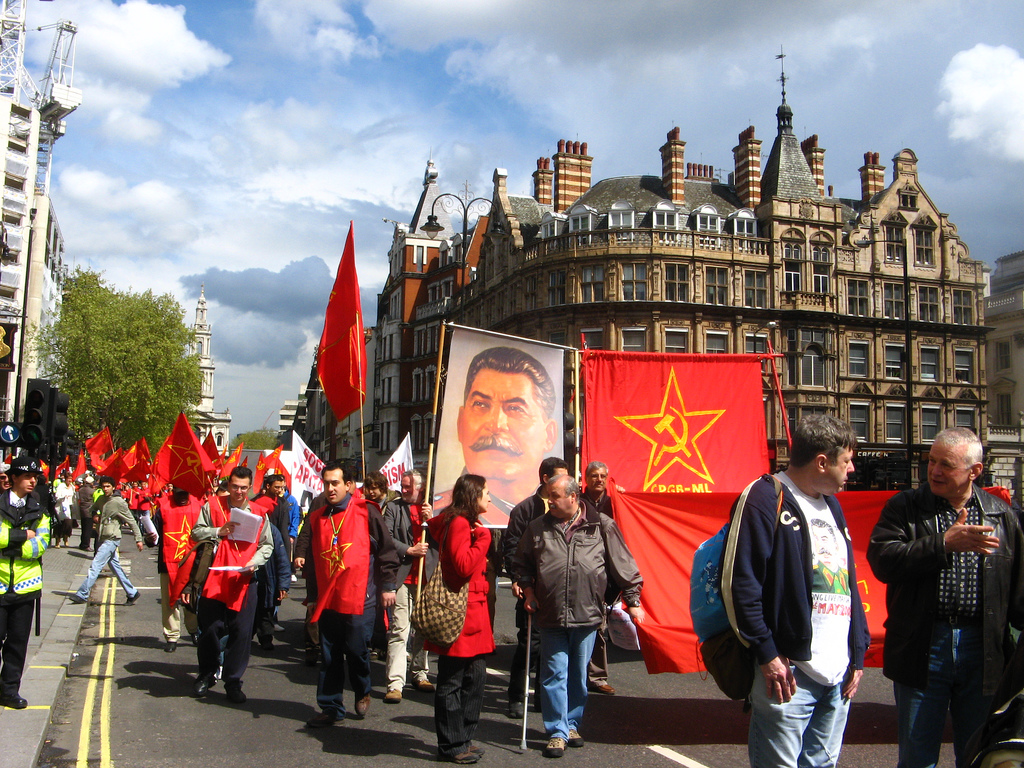
Cortejo del CPGB-ML, con su característico retrato de Stalin, durante el Primero de Mayo de 2009 en Londres.

El CPGB-ML está implicado en movimientos políticos británicos como Palestinian Solidarity, Anti-Austerity, Antiwar, Anti-Maidan, etc. y están opuestos al uso de drones por los EE. UU. y la OTAN contra civiles.
El CPGB-ML organiza tres eventos anuales. El primero es el Primero de Mayo, con un contingente que marcha a Trafalgar Square cada año. El segundo es la "barbacoa internacional", donde el CPGB-ML invita a representantes de países que el Partido apoya y personas de partidos con los que CPGB-ML mantiene relaciones de amistad. El tercer acontecimiento anual realizado por el CPGB-ML es una celebración de la Revolución de Octubre, el cual celebra la primera revolución comunista exitosa y la consiguiente creación de la Unión Soviética.
El Partido es conocido por ser el único en portar una imagen de Stalin, junto con una cita suya, todos los años en el Primero de Mayo, en la marcha del Día Internacional de los Trabajadores en Londres. 

### Posiciones domésticas
El CPGB-ML llama a la retirada de las tropas británicas de la isla de Irlanda y por la formación de un Estado irlandés unificado de 32 condados. Apoyó el liderazgo del Sinn Féin durante los Acuerdos de Viernes Santo.
Respecto a Escocia, en el XII Congreso del CPGB-ML se aprobó que no existe una nación inglesa y otra escocesa separada, sino que, cuando esas naciones estaban en el punto de desarrollo hacia economías modernas y capitalistas, sus clases dominantes se unieron para formar una nación británica. Aunque el CPGB-ML cree en la democracia local, ve el movimiento independentista escocés como causante de división a la hora de construir un movimiento de clase obrera por toda la nación histórica de Gran Bretaña y por lo tanto se opone a éste. El Partido afirma que una consolidación de la independencia de Escocia no rompería la Unión, el Estado británico o perjudicaría al Ejército británico en forma significativa. En su oposición a la independencia escocesa, permanece enfrentado con el Partido Socialista Escocés (SSP), el Partido Socialista de los Trabajadores (SWP) y el Partido Socialista de Inglaterra y Gales.

### Posiciones internacionales
El CPGB-ML apoya a gobiernos a los cuales percibe como socialistas o antiimperialistas. Algunos ejemplos son Venezuela, Corea del Norte, Rusia, Cuba, Vietnam, Zimbabue, Siria, Irán, o la República Popular China. Las delegaciones de la embajada china han asistido a reuniones del CPGB-ML y a miembros del CPGB-ML y "Red Youth" (las juventudes del CPGB-ML) han hecho visitas a países como Ecuador. El Partido también apoya la lucha del pueblo palestino en contra el sionismo en Israel, al cual caracteriza como un Estado de apartheid. Pidió la derrota de las tropas británicas en Irak y Afganistán, y un movimiento de acción directa y no-cooperación de los obreros británicos para ejercer influencia política. Fue uno de los partidos antiguerra opuesto a las acciones de la OTAN en Libia y Siria, y que apoyaba al gobierno de Muammar Gaddafi y apoya a Bashar Al Assad. En 2011 el presidente de partido Harpal Brar visitó Libia durante la guerra para expresar su solidaridad con el pueblo libio en su lucha en contra de la OTAN. Aun así, la Stop the War Coalition expulsó al CPGB-ML por su defensa de los gobiernos de Libia y Siria.
El CPGB-ML hizo claro su apoyo a Corea del Norte y su postura en abril de 2013, así como su oposición a los esfuerzos occidentales para desalentar a Pionyang de adquirir armas nucleares.